# Záhor
Záhor (Hongaars: Zahar) is een Slowaakse gemeente in de regio Košice, en maakt deel uit van het district Sobrance.
Záhor telt 684 inwoners.